# Museo del Vidrio y Cristal
El Museo del Vidrio y Cristal es un museo de artes decorativas de la ciudad de Málaga, España. Está situado en el nº 2 de la Plazuela del Santísimo Cristo de la Sangre (antigua calle Gaona), en el barrio de San Felipe Neri, frente a la iglesia que da nombre al barrio. Las visitas son siempre guiadas. 

## Colecciones
Abierto al público en septiembre de 2009, el museo contiene una colección de tres mil piezas, principalmente de vidrio y cristal pero también de muebles, pinturas y otros objetos decorativos, de diferentes épocas y culturas, procedentes de la colección personal del historiador y restaurador Gonzalo Fernández-Prieto.
El museo se aloja en un inmueble del siglo XVIII conocido como Posada de San Felipe Neri que, tras su restauración, cuenta con unos 900 m² de superficie expositiva. El edificio se articula en torno a un patio central que da acceso a tres salas de exposición, donde se puede contemplar la colección de vidrieras, y a la escalera principal que accede a la planta superior, donde se distribuyen las salas, organizadas cronológicamente, desde el siglo VI a. C. hasta nuestros días, y haciendo un recorrido por la producción de cristal de todas las épocas. Se pueden encontrar piezas de vidrio fenicio, romano y medieval, pasando por cristales bizantinos y persas de los siglos XI y XII, además de los siglos XVI-XVII con piezas de cristal veneciano y catalán, hasta la actualidad.
Actualmente se está llevando a cabo una ampliación del museo en un solar anexo, en el que se han encontrado unos hornos alfareros del siglo XVII que también se pondrán en valor.

## Exposiciones
En octubre de 2010 fue inaugurada en el Museo la primera exposición temporal en Andalucía de cristal de diseño artístico finlandés.